# Dravinja
Dravinja (niem.: Drann) – rzeka we wschodniej Słowenii. Ma długość 73 km i powierzchnie zlewni 811 km².

## Opis rzeki i przebieg

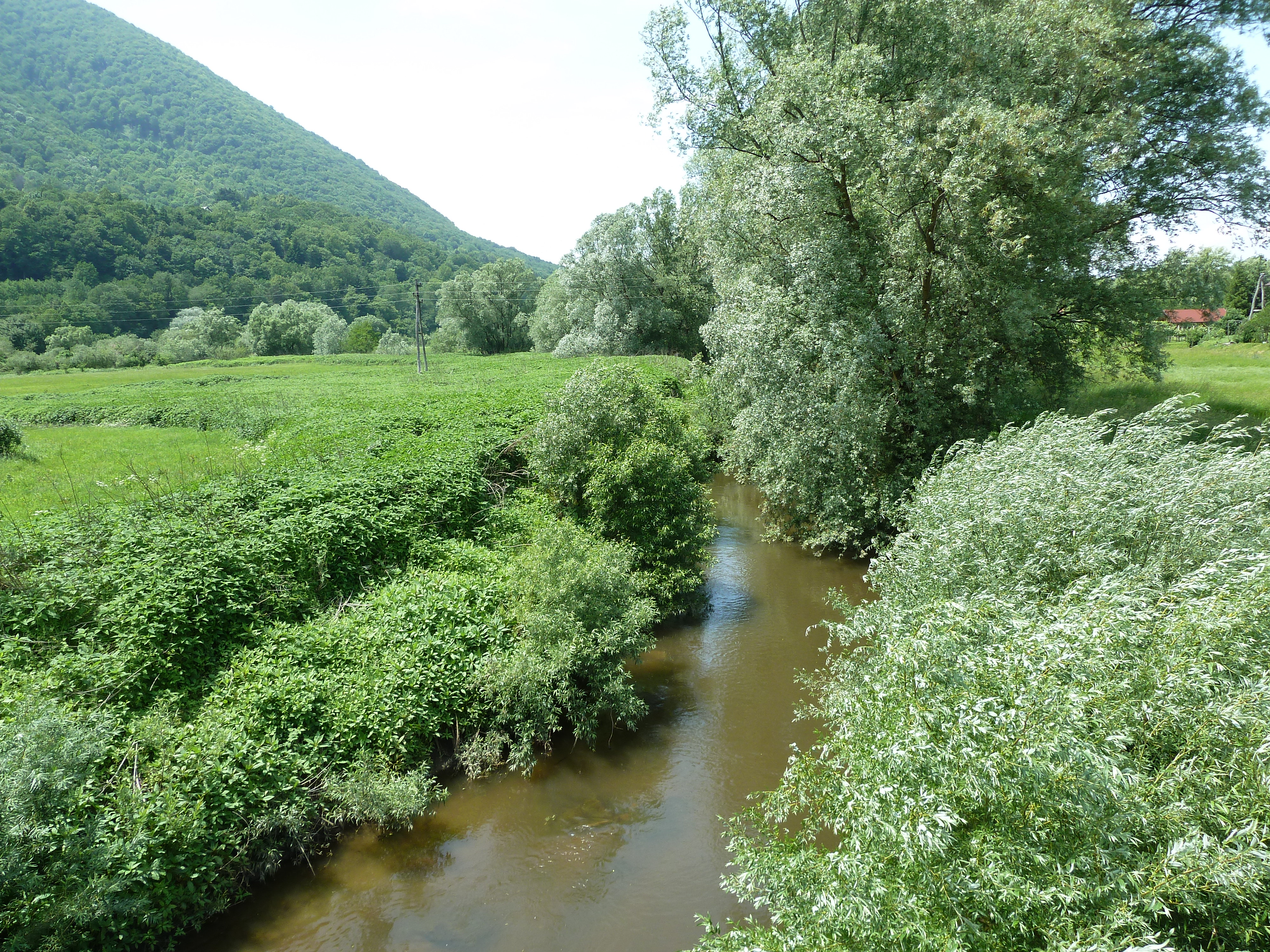

Dravinja zaczyna się jako małe źródło w osadzie Hudinja na wysokości 1150 m n.p.m. W najwyższej części dolina jest stosunkowo płytka, ale szybko się pogłębia i przechodzi w głęboki wąwóz ze stromymi zboczami. W miejscowości Skomarje z lewej strony dołącza do niej podobny potok Ločnica, który wypływa spod stoku ośrodka narciarskiego Rogla. Następnie płynie przez nieco bardziej otwartą dolinę, w której dołączają do niej z lewej i prawej strony cieki wodne z kilku krótkich i stromych wąwozów. Następnie rzeka wyraźnie maleje, a dolina nieco się poszerza.

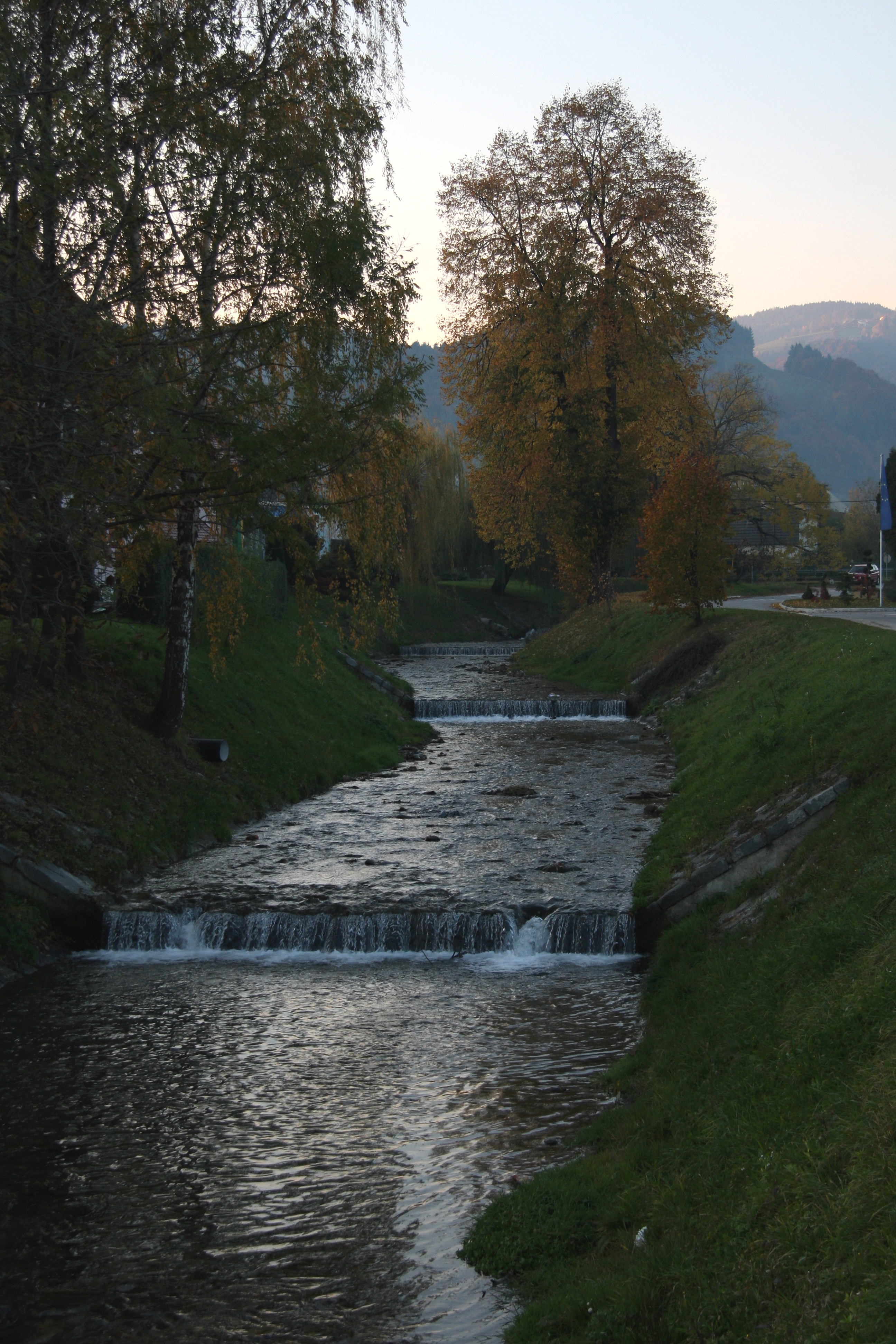

Rzeka przecina miasto Zreče na pół. Przyjmuję prawy dopływ, Koprivnicę. Koryto rzeki w dużej mierze zostało sztucznie przekształcone i płynie dalej na południowy wschód przez Loče. Na tym odcinku dołącza do niej z lewej strony dopływ Oplotniščica, a z prawej dopływy  Žičnica i Klokočovnik. Następnie rzeka kieruje się na wschód i płynie przez ponad 30 km malowniczą doliną Dravinji. Początkowo koryto rzeki jest jeszcze mocno przekształcone, ale od Poljčane płynie w większości w naturalnym stanie, wijąc się w pięknych meandrach po 400-800 m szerokiej równinie napływowej. Z lewej strony do rzeki wpadają niewielkie dopływy z wzgórz.
Poniżej Tržca z lewej strony Dravinja otrzymuje ostatni większy dopływ Polskavę, a następnie rzeka wpada do Drawy.

## Ochrona przyrody
W okolicach miasta Slovenske Konjice obszar doliny rzeki jest wpisana do programu Natura 2000. Dolina jest siedliskiem rzadkich motyli, krabów, ważek i zimorodków.